# Tabanus griseifacies
Tabanus griseifacies är en tvåvingeart som beskrevs av Schuurmans Stekhoven 1926. Tabanus griseifacies ingår i släktet Tabanus och familjen bromsar. Inga underarter finns listade i Catalogue of Life.